# Hàn Kiêu
Hàn Kiêu (giản thể: 寒浇; phồn thể: 寒澆) là tên một nhân vật sống vào thời nhà Hạ ở Trung Quốc, theo Sử Ký Tư Mã Thiên - Hạ bản kỷ thì Kiêu là con trai trưởng của Hàn Trác.
Cha con Hàn Trác vốn là người nước Hàn, nhưng vì làm một số việc bất nhẫn khiến vua nước ấy là Bá Minh bất bình trục xuất khỏi tổ quốc. Kiêu cùng cha và em là Ế chạy sang nước Hữu Cùng nương nhờ Hậu Nghệ, khi Hậu Nghệ chấp chính lũng đoạn quyền lực trong cung nhà Hạ thì Hàn Trác rất được tin cẩn thường được giao những việc quan trọng. Đến khi Hậu Nghệ chính thức xưng đế thì Hàn Trác được phong làm tướng quốc, bấy giờ Hàn Trác mới tiến cử hai con là Kiêu và Ế vào trong triều đình để làm vây cánh. Sau khi Hàn Trác đảo chính Hậu Nghệ thì phong cho Kiêu làm vua nước Quá còn Ế làm vua nước Qua, nhiệm vụ của 2 nước này làm lá chắn và tai mắt của Hàn Trác để khống chế sự trỗi dậy phục quốc của dòng dõi nhà Hạ.
Nhận được tin Thiếu Khang đang ở nước Hữu Nhưng lập tức Hàn Trác sai Kiêu và Ế chia quân làm hai mũi vây đánh tức thì, Thiếu Khang vừa đánh vừa lùi rồi rút chạy dần sang nước Hữu Ngu làm bào chính. Nhận thấy đánh bại Thiếu Khang quá dễ Kiêu và Ế đều tỏ ra ngạo mạn không đề phòng gì cả, Thiếu Khang tranh thủ tập hợp lực lượng tích trữ lương thảo chờ thời cơ để tổng phản công. Khi nghe tin Hàn Trác sắp lâm chung Kiêu chuẩn bị về triều để tiếp quản đế vị thì Thiếu Khang bất ngờ cho quân ồ ạt tiến đánh vào đất Quá, Kiêu không kịp trở tay bị đánh bại rất chóng vánh và bị chết trong đám loạn quân.